# Atentado de Lockerbie
O atentado de Lockerbie foi um ataque terrorista ao voo 103 da Pan Am em 21 de dezembro de 1988. O avião Boeing 747-121 partira do Aeroporto de Londres-Heathrow em Londres com destino a Nova Iorque, e explodiu no ar logo acima da cidade escocesa de Lockerbie, matando 270 pessoas (259 no avião e 11 na terra) de 21 nacionalidades diferentes. Deste total, 189 vítimas eram cidadãos dos Estados Unidos da América.

## História

### Atentado

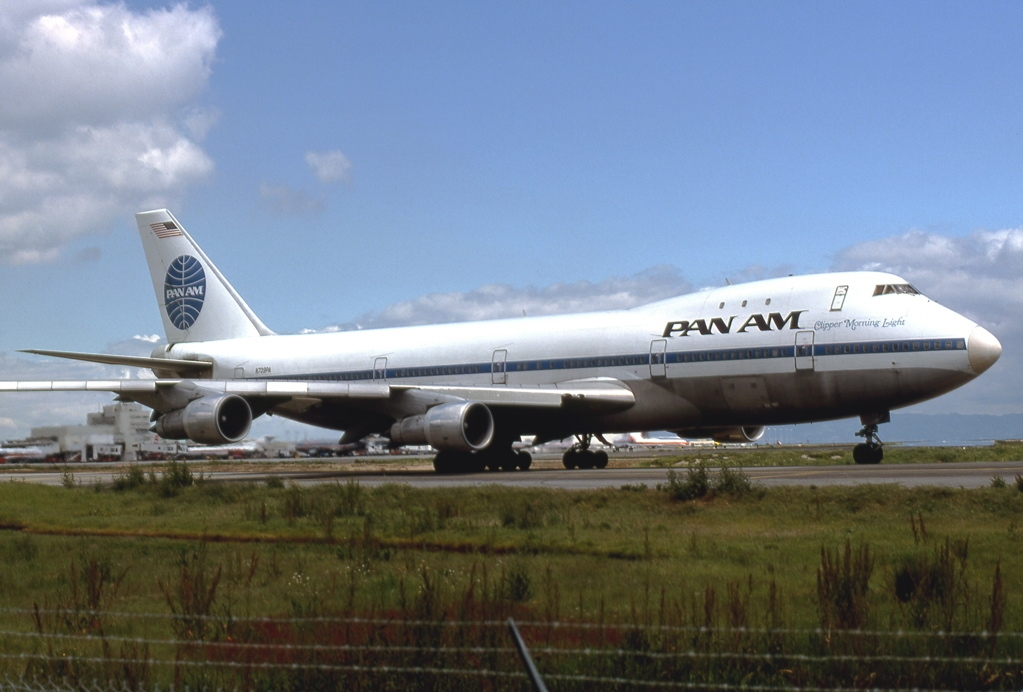
N739PA com o nome Clipper Morning Light, fotografado no Aeroporto Internacional de São Francisco em 1978.

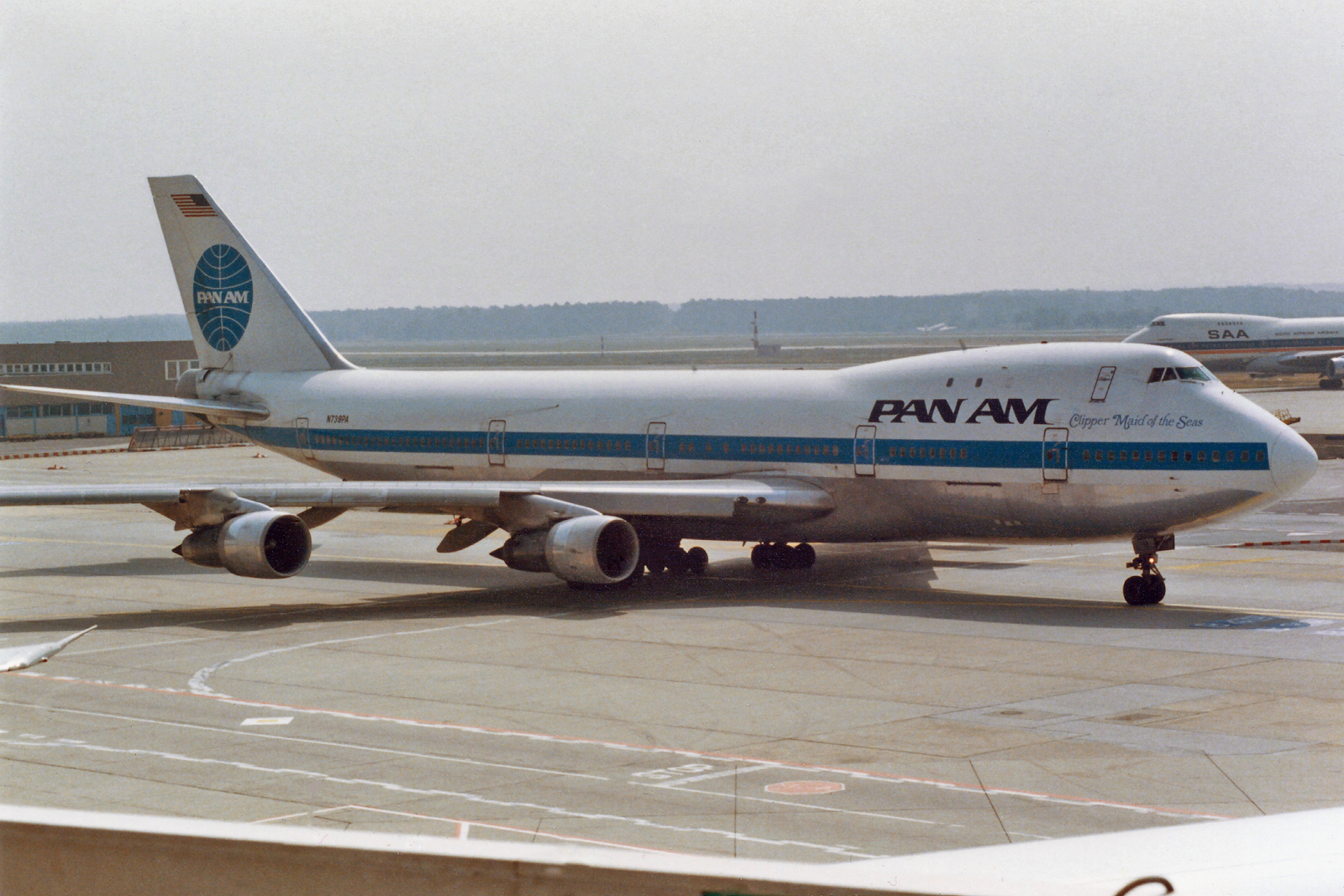
N739PA com o nome Clipper Maid of the Seas, fotografado no Aeroporto de Frankfurt em 1986.

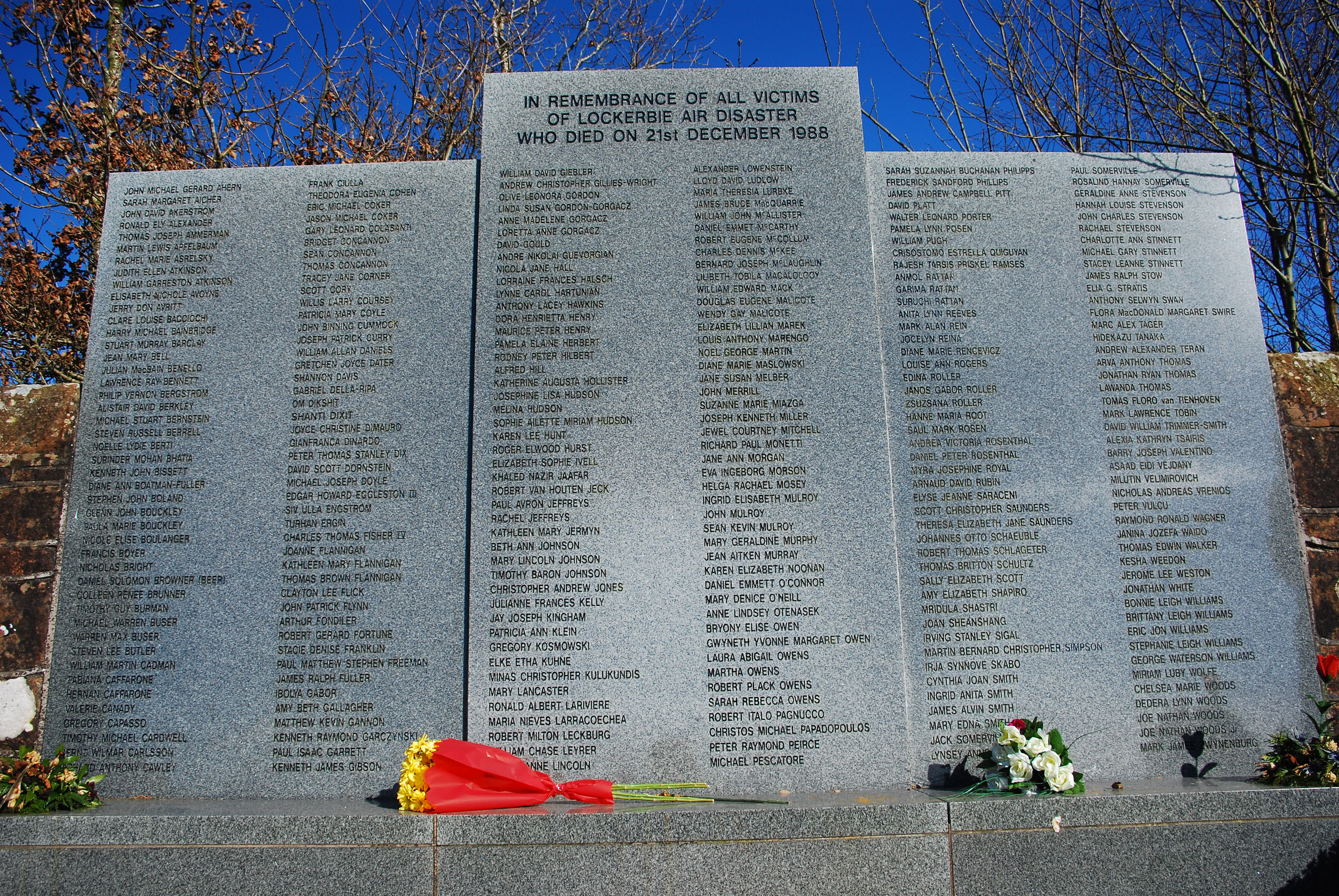
Memorial às vítimas do desastre aéreo, no cemitério de Lockerbie.

O voo 103 da Pan Am foi o terceiro voo transatlântico da empresa aérea no dia 21 de dezembro de 1988. O modelo Clipper Maid of the Seas partiu do Aeroporto de Frankfurt e fez uma escala no Aeroporto de Londres-Heathrow, antes de seguir para o Aeroporto Internacional John F. Kennedy, em Nova York. Apenas 38 minutos depois da decolagem em Heathrow, a detonação de uma bomba com explosivos plásticos - que pesavam apenas 400 gramas - provocou a destruição da aeronave, cujos destroços se espalharam por uma área de 130 quilômetros na região de Lockerbie, na Escócia. A explosão do avião em pleno voo provocou a morte das 259 pessoas que viajavam a bordo - em sua maioria, cidadãos estadunidenses que voltavam das férias - e mais 11 moradores de Lockerbie.

### Investigações
Em princípio, as suspeitas do atentado recaíram sobre o Exército Republicano Irlandês, em uma época na qual a organização criticava o governo da então primeira-ministra britânica Margaret Thatcher. Iniciada a investigação, porém, as pistas apontaram para a Líbia, então governada por Muamar Kadafi, um simpatizante da causa irlandesa e inimigo de Thatcher, a quem considerava cúmplice em um ataque dos Estados Unidos contra a Líbia em 1986.
Uma investigação conjunta entre Scotland Yard, FBI e a polícia escocesa do condado de Dumbries & Galloway (onde fica Lockerbie), a qual ouviu mais de dez mil testemunhas, apresentou acusações contra os agentes líbios Al Megrahi e Lamin Jalifa Fhimah em 1991, levando a versão oficial de que o atentado havia sido planejado pelo governo líbio.

### Julgamento
Embora se tenha negado a entregar os agentes, Kadafi aceitou fazê-lo em 1999, em troca do fim das sanções impostas pela ONU contra a Líbia, e que os acusados fossem processados sob jurisdição escocesa nos Países Baixos, considerado um país neutro.
Em 2001, os dois ex-agentes foram julgados pelo Tribunal Penal Internacional. Jalifa Fhimah foi absolvido, mas Al Megrahi foi condenado a 27 anos de prisão, que cumpriu em uma penitenciária da Escócia até ser entregue em 2009 à Líbia por razões humanitárias - ele tinha um câncer de próstata em fase terminal.
Kadafi concordou em pagar US$ 2,7 bilhões como indenização para as famílias das vítimas estadunidenses, sendo 40% do dinheiro liberado quando as sanções da ONU fossem suspensas; 40% quando as sanções comerciais dos Estados Unidos fossem suspensas; e 20% quando a Líbia fosse removida da lista do Departamento de Estado de países patrocinadores de terrorismo.
Mesmo assim, familiares das vítimas exigem que seja esclarecido se Al Megrahi foi realmente o autor do atentado. Representante das famílias das vítimas britânicas, Jim Swire, cuja filha Flora morreu no atentado, acredita que Al Megrahi não era culpado.

### Novas investigações
Até o momento o atentado havia sido atribuído à Líbia. Mas novas investigações colocam que o ataque teria sido ordenado pelo Irã - como uma resposta ao ataque ao voo 655 da Iran Air pelo navio USS Vincennes em julho de 1988 que matou 290 pessoas - e executado por um grupo terrorista palestino baseado na Síria. Documentos apontariam o envolvimento do Hezbollah, da Frente Popular para a Libertação da Palestina - Comando Geral (FPLP- CG) e do serviço secreto do Irã - um ex-agente iraniano, Abolghassem Mesbahi, diz que a bomba plantada no avião foi colocada no aeroporto de Heathrow, em Londres, e não em Malta como se acreditava anteriormente.

### Novos suspeitos
Dois suspeitos do atentado foram identificados por uma equipe de procuradores americanos e escoceses em outubro de 2015.
Trata-se de Abdullah al-Senussi, cunhado do antigo líder da Líbia Muammar Khadafi e ex-chefe dos serviços secretos durante o regime de ditadura no país, atualmente detido numa prisão na Líbia, e Nasser Ali Ashour, responsável dos serviços secretos acusado de fornecer explosivos e armas ao IRA (Exército Republicano Irlandês) nos anos de 1980.

### Detenção em 2022
O líbio suspeito de preparar a bomba que fez explodir o avião, foi raptado por milícias na Líbia em dezembro de 2022 e entregue aos Estados Unidos da América. Mohammed Abougela Masud de 71 anos, compareceu pela primeira vez perante um juiz no Tribunal Distrital de Colúmbia, nos Estados Unidos onde foi acusado de preparar a bomba do atentado.

## Vítimas
| Nacionalidade        | Passageiros | Tripulantes | Em terra | Total |
| -------------------- | ----------- | ----------- | -------- | ----- |
| África do Sul        | 1           | -           | -        | 1     |
| Alemanha Ocidental   | 3           | 1           | -        | 4     |
| Argentina            | 2           | -           | -        | 2     |
| Bélgica              | 1           | -           | -        | 1     |
| Bolívia              | 1           | -           | -        | 1     |
| Canadá               | 3           | -           | -        | 3     |
| Espanha              | -           | 1           | -        | 1     |
| Estados Unidos       | 178         | 11          | -        | 189   |
| Filipinas            | 1           | -           | -        | 1     |
| França               | 2           | 1           | -        | 3     |
| Hungria              | 4           | -           | -        | 4     |
| Índia                | 3           | -           | -        | 3     |
| Israel               | 1           | -           | -        | 1     |
| Itália               | 2           | -           | -        | 2     |
| Jamaica              | 1           | -           | -        | 1     |
| Japão                | 1           | -           | -        | 1     |
| Reino Unido          | 31          | 1           | 11       | 43    |
| República da Irlanda | 3           | -           | -        | 3     |
| Suécia               | 2           | 1           | -        | 3     |
| Suíça                | 1           | -           | -        | 1     |
| Trinidad e Tobago    | 1           | -           | -        | 1     |
| Total                | 243         | 16          | 11       | 270   |